# Chiesa di San Bartolomeo (Ossi)
La chiesa di San Bartolomeo è un edificio religioso situato ad Ossi, centro abitato della Sardegna nord-occidentale. Consacrata al culto cattolico è sede dell'omonima parrocchia e fa parte dell'arcidiocesi di Sassari.
Riedificata nel primo ventennio del XVII secolo, è la chiesa parrocchiale. Presenta un'aula a navata unica sulla quale si aprono alcune cappelle laterali e volta a botte lunettata. Al suo interno conserva preziose statue lignee dei secoli XVI (Santa Lucia), XVII (San Bartolomeo, Sant'Antonio abate), XVIII (Cristo Risorto) e XIX (San Francesco d'Assisi, Madonna del Rosario - opera pregiata di Agesilao Flora e onorata sino alla metà del '900 da una Confraternita eretta con bolla del beato Pio IX e oggi dissolta), San Giuseppe, (unica sopravvissuta delle tante opere che il frate artista Antonio Cano realizzò per la chiesa), e diverse altre. Custodisce inoltre alcuni importanti dipinti dal XVI al XVIII secolo - degna di nota è la magnifica pala con il Cristo crocefisso e santi con le Anime purganti, e anche il "Martirio di san Gavino" di G. Ruffino.